# Sven Fahlman
Sven Torsten Fahlman (ur. 11 lipca 1914 w Sztokholmie, zm. 23 czerwca 2003 w Sollentunie) – szwedzki szpadzista, srebrny medalista olimpijski i pięciokrotny medalista mistrzostw świata.
Na igrzyskach olimpijskich w Helsinkach w 1952 roku Szwedzi w składzie: Per Carleson, Carl Forssell, Bengt Ljungquist, Berndt-Otto Rehbinder, Sven Fahlman i Lennart Magnusson zajęli drugie miejsce w szpadzie drużynowej. W turnieju indywidualnym odpadł w półfinałach. Wystąpił tam również we florecie drużynowym, w którym Szwedzi odpadli w ćwierćfinałach.
Podczas mistrzostw świata w Lizbonie w 1947 roku wspólnie z Perem Carlesonem, Carlem Forssellem, Bengtem Ljungquistem i Svenem Thofeltem zdobył srebrny medal w zawodach drużynowych. W tej samej konkurencji Szwedzi z Fahlmanem w składzie zdobyli też srebrny medal na mistrzostwach świata w Luksemburgu (1954) oraz brązowe na mistrzostwach świata w Monte Carlo (1950) i mistrzostwach świata w Sztokholmie (1951). Ponadto zdobył brązowy medal indywidualnie na MŚ 1951, plasując się za Włochami: Edoardo Mangiarottim i Carlo Pavesim.